# Купянка (Воронежская область)
Купянка — село в Богучарском районе Воронежской области.
Входит в состав Поповского сельского поселения.

## География
Расположено в пяти километрах к юго-востоку от центра сельсовета села Поповка, на левом берегу реки Богучарка.

### Улицы
- ул. Гагарина,
- ул. Ленина,
- ул. Мичурина,
- ул. Набережная,
- ул. Николаева,
- ул. Новая,
- ул. Октябрьская,
- ул. Степная.

## Население
| 1859 | 1897  | 2000  | 2005  | 2010  |
| ---- | ----- | ----- | ----- | ----- |
| 810  | ↗1348 | ↘1075 | ↘1068 | ↘1062 |

## История
Хутор Рогазиевка основан черкасами в 1846 году.